# Thamnacris subaptera
Thamnacris subaptera är en insektsart som beskrevs av Marius Descamps och Christiane Amédégnato 1972. Thamnacris subaptera ingår i släktet Thamnacris och familjen gräshoppor. Inga underarter finns listade i Catalogue of Life.